# Javan Hoen
Javan Hubert Hoen (Brunssum, 12 juni 1989) is een Nederlandse acteur, danser en choreograaf, onder andere bekend van de talentenjacht Sunday Night Fever en So You Think You Can Dance. Momenteel speelt Hoen de rol van René Bongaerts in  de musical Dagboek van een Herdershond geproduceerd door Albert Verlinde Entertainment  en Toneelgroep Maastricht.

## Jeugd en opleiding
De van oorsprong breakdancer bracht zijn jeugd door in Brunssum, waar Hoen met de crew Trashcan Heroes optredens en wedstrijden deed op nationaal en internationaal niveau. De groep stond onder andere in het voorprogramma van Dio en Opgezwolle. Gesubsidieerd door de Gemeente Heerlen maakte Trashcan Heroes onderdeel uit van de muziekschool in het Glaspaleis, waar Hoen in de organisatie zat van de “School Of Hiphop”. Ook volgde hij hier trainingen in de dansstijlen modern, klassiek en jazz. Na zijn middelbare school deed Hoen het CIOS in Sittard, waar hij zijn sportopleiding combineerde met dans. De laatste twee jaar aan het CIOS deed Hoen ook de deeltijd opleiding MusicAllFactory te Tilburg (nadruk op zang en acteerlessen), onder leiding van Edward Hoepelman. Diezelfde periode besloot Hoen om niet het wellnesscentrum van zijn vader over te nemen, maar om het theater in te gaan. In 2009 verhuisde hij naar Tilburg en begon aan de opleiding Musicaltheater aan Fontys Hogeschool voor de Kunsten. Na een half jaar kwam Hoen erachter dat dit niet zijn route was en stopte met de opleiding.

## Carrière

### 2011-2012
In 2011 deed Hoen auditie voor het RTL 4 televisieprogramma Sunday Night Fever voor de hoofdrol van Tony Manero. Als underdog zonder ervaring kwam hij terecht in de halve finale. Hoen werd gecoacht door het team van Jan Kooijman en Kim Lian. Toen Hoen afviel, verhuisde hij naar Amsterdam en ging aan het werk als uitvoerend artiest. Hoen kwam in contact met televisiechoreograaf Gerald van Windt, met wie hij samenwerkte voor onder andere Holland’s Got Talent, Gouden Loeki, Gouden Televizier-Ring Gala, Junior Eurovisiesongfestival, Nike, Foot Locker en Heineken.

### 2013-2015
Hoen ging met Gerald mee als artiest voor de internationale musical Daddy Cool van Albert Verlinde Entertainment. Een week na de première flopte de show door faillissement van een externe producent. Hoen bemachtigde later de rol van alternate Andy in de musical Flashdance (Albert Verlinde Entertainment). Voor dezelfde show onder een andere producent werd Hoen gevraagd om mee te gaan naar Wenen en Amstetten. Hij verhuisde naar Oostenrijk. Na deze periode kreeg Hoen een plek aangeboden in de musical The Who’s Tommy in Linz (Oostenrijk). In de tussenliggende periode deed Hoen in Nederland de dinnershow 21 On Air in Hilversum en danste hij de opening van het Eurovisiesongfestival in Wenen. Tijdens zijn repetities in Linz werd Hoen door Gil Mehmert en Simon Eichenberger gevraagd om de productie Das Wunder von Bern in Hamburg te doen, als swing van 7 rollen. In de zomer van 2015 verhuisde Hoen naar Hamburg, waar hij een jaar werkte voor Stage Entertainment Duitsland. In deze periode studeerde hij ook de “Sanford Meisner acteertechniek” aan de Sanford Meisner Acting Studio in Hamburg.

### 2016-2018
Terug in Nederland speelde Hoen in de musical Hair als on-stage swing, dance captain en cover van de rol Woof. Dit jaar werd Hoen benaderd door Joint Venture Productions om de musical Urinetown te choreograferen. Na drie weken werd de stekker eruit getrokken door faillissement van de producent. Hoen werd toen opnieuw door Simon Eichenberger benaderd voor de choreografie van West Side Story in Schwerin (Duitsland). Hier vertolkte Hoen tevens de rol van Snowboy en was hij cover Bernardo. Aansluitend assisteerde hij Simon Eichenberger in de choreografie van de musical Wahnsinn (met nummers van de Duitse artiest Wolfgang Petry), waar Hoen ook associate van is. Terug in Nederland focuste Javan zich op zijn carrière als acteur. Hij speelde gastrollen in onder andere GTST en de televisieserie Pippo de Clown. Hoen speelde in de musical The Addams Family. Hij was dance captain, tweede cover van Lucas en zat in het featured ensemble.

### 2019
Hoen woont in Amsterdam en is werkzaam als freelance creative en acteur. Zo choreografeerde hij onder andere voor Calvin Klein, The Full Monty (Technische Universiteit Delft) en is hij te zien in de short movie “Van teler tot thuis”, die in mei 2020 tentoon gesteld zal worden op FloriWorld in Aalsmeer.

### 2021
In 2021 zou Hoen de hoofdrol, Tony Manero, vertolken in de musical Saturday Night Fever van De Graaf & Cornelissen Entertainment. Die wegens is gecanceld.

### 2022
In 2022 speelt Hoen de rol van René Bongaerts in Dagboek van een Herdershond.

### Overig
Hoen volgde zanglessen van onder andere Edward Hoepelman, Robin van Beek en Andreas Bongard.

### Televisie
- Goede tijden, slechte tijden (2018)
- Summer Ends (2017)
- Centraal Medisch Centrum
- Pipo de Clown
- Motief voor moord
- Achter gesloten deuren

### Choreografie
- The Full Monty
- Calvin Klein presentations
- Wahnsinn das Musical
- Alles wat ik voor me zag – Tommie Christiaan (video)
- Urinetown
- West Side Story

### Theater
- Dagboek van een Herdershond - Albert Verlinde entertainment & Toneelgroep Maastricht.
- Saturday Night Fever (2021) – De Graaf & Cornelissen Entertainment
- Addams Family (2018/2019) – TEC-Entertainment
- West Side Story (2018) – Stadtheater Hannover
- West Side Story (2017) – Stadttheater Schwerin
- Hair (2016/2017) – Stage Entertainment
- Das Wunder von Bern (2015/2016) – Stage Entertainment
- The Who’s Tommy (2015) – Landestheater Linz
- 21 On Air (2014/2015) – RTL Live Entertainment
- Flashdance (2014) – Stadttheater Amstetten
- Flashdance (2013/2014) – Albert Verlinde Entertainment
- Daddy Cool (2012) – Albert Verlinde Entertainment